# الرغبي في الجزائر
الرغبي في الجزائر هي رياضة ذات شعبية معتدلة. بعد سنوات من العمل، أُنشئت في عام 2015 الاتحادية الجزائرية للرغبي، مما مكن الجزائر من التقدم بطلب للانضمام إلى اتحاد إفريقيا للرغبي (الهيئة الإدارية للرغبي في إفريقيا). وقد حققت الجزائر نجاحات على المستوى الدولي مما أدى إلى زيادة في شعبيتها.

## التاريخ
أُدخلت رياضة الرغبي إلى الجزائر من قبل الفرنسيين. وقد أصبح بعض الأقدام السوداء (الجزائريون الأوروبيون) لاحقًا لاعبين بارزين في الرغبي، مثل موريس بوايو.
وكحال العديد من الدول الناشئة في مجال الرغبي، تتركز ممارسة الرياضة في وهران، قالمة، الجزائر العاصمة، وعنابة.
ومثل العديد من دول شمال إفريقيا، فإن الصلة التاريخية مع فرنسا كانت سيفًا ذا حدين. إذ كان العديد من لاعبي الرغبي الجزائريين يغادرون للعب في فرنسا، ما حرم اللعبة في الجزائر من التنافس المحلي الحقيقي. هناك ما لا يقل عن ستين لاعبًا جزائريًا يلعبون في بطولات إنجلترا وفرنسا. ومثل العديد من دول المغرب العربي، كان تطور اللعبة في الجزائر يتجه نحو أوروبا أكثر من توجهه نحو بقية إفريقيا.
من الاستثناءات البارزة كان بومدين علام، الذي لعب لمنتخب فرنسا تحت 21 سنة، وفاز ببطولة الأمم الست لفئته في عام 2000. وكان ضمن التشكيلة التاريخية لأول مباراة للمنتخب الجزائري للرغبي في 24 فبراير 2007.
بعد الاستقلال، تم تأسيس أول نادٍ وهو نادي ستاد وهران في وهران سنة 2007. وتم إنشاء الاتحاد الجزائري للرغبي عام 2015، وبدأت أول بطولة محلية سنة 2018.

## الأندية
يوجد في الجزائر ستة أندية للرغبي حاليًا، وهناك خطط لإنشاء بطولة وطنية منظمة. وتسعى الاتحادية إلى الترويج للعبة في الجامعات والمدارس.
- ستاد وهران (وهران)
- نادي رغبي الجزائر (الجزائر العاصمة)
- مولودية المسيلة (المسيلة)
- نادي رغبي بجاية (بجاية)
- نادي ترك للرغبي (عين الترك – وهران)
- نجم بسكرة (بسكرة)

## المنتخبات الوطنية

### منتخب الرجال
خاض المنتخب الوطني للرغبي أول مباراة غير رسمية له في 24 فبراير 2007 تحت قيادة المدرب مراد كلال. يلعب غالبية لاعبي المنتخب في أندية فرنسية، مع وجود عدد منهم يمارس اللعبة في أستراليا، نيوزيلندا، رومانيا وإنجلترا.
في 18 ديسمبر 2015، خاض المنتخب أول مباراة رسمية له بعد تأسيس الاتحادية الجزائرية للرغبي ضد منتخب تونس لاتحاد الرغبي، وفاز بها بنتيجة 16 – 6. كانت هذه المباراة أول لقاء دولي يُلعب على الأراضي الجزائرية في وهران، وتم بثها على قناة كنال ألجيري لأول مرة.
يُعد ملعب أحمد زبانة في وهران الملعب الرسمي للمنتخب الوطني.